# Crispín y Crispiniano
Crispín y Crispiniano fueron dos mártires cristianos muertos en el siglo III. Eran hermanos, miembros de una familia noble romana. Huyendo de la persecución en Roma, fueron a Soissons, donde de día predicaban a los galos y de noche hacían zapatos para subsistir. Murieron decapitados por orden de Maximiano.
Son considerados santos por la Iglesia católica y su fiesta se celebra el 25 de octubre. Son los patronos de los zapateros y peleteros.

## Martirio
Según la tradición, durante la Gran Persecución de Diocleciano a finales del siglo III: Recio Varo, gobernador de Soissons y vicarius de la Gallia Belgica (quien aparece también en muchas historias de martirio)  los apresó, hizo azotar y clavar a postes por pies y manos; sin embargo, unos ángeles vinieron y los  curaron, más tarde fueron arrojados al río, pero sobrevivieron. Finalmente fueron decapitados.

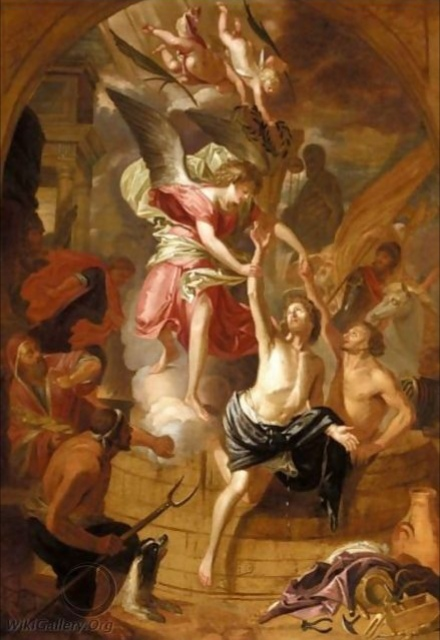
Martirio de los Santos Crispin y Crispiniano.

## Representación
A menudo se les representa bien en su taller arreglando zapatos y algunas veces con la  Virgen María, bien dándoselos a los pobres. También se les representa durante su martirio, mientras se les clavan punzones bajo las uñas o dentro de una cazuela con agua hirviendo y una espada, forma en que se les dio muerte.

## En la literatura
En Noreña (Asturias) existe una frase que hace referencia al patronazgo de este santo:
| Asturiano                   |  | Castellano                  |
| --------------------------- |  | --------------------------- |
| San Crispín nunca estudió   |  | San Crispín nunca estudió   |
| ni tampoco fue a la escuela |  | ni tampoco fue a la escuela |
| toda la vida pasó           |  | toda la vida pasó           |
| sentádo en una tayuela.     |  | sentado en una banqueta.    |

Tayuela o tayuelu es el nombre con el que se conoce en Asturias a la banqueta de tres patas usada por los zapateros para realizar sus labores.
Shakespeare hace referencia a ellos en su obra Enrique V.